# Roman Derwig
Roman Derwig is een Nederlandse theater- en filmacteur. Hij studeert aan de Amsterdamse Toneelschool. Derwig speelde in diverse films en series, waaronder Bankier van het verzet, Ik zal zien en Elixer.

## Theater
In het voorjaar van 2025 speelt Roman Derwig in het theater met een productie van Hamlet.

## Privé
Roman Derwig is de zoon van Jacob Derwig en Kim van Kooten. Zijn opa is Kees van Kooten.

## Filmografie

### Film
- 2018: Bankier van het verzet, als Gijsbert van Hall Junior
- 2024: Kutyuppen, als schilder
- 2025: Ik zal zien, als Casper

### Televisie
- 2021: Maud & Babs, als Joost
- 2023: Bestseller Boy, als ober room-service
- 2025: Elixer, als Art Rombouts